# Кежутина, Евдокия Андреевна
Евдоки́я Андре́евна Кежу́тина (по другим данным — Ко́жухова; в монашестве — Евпраксия; 1785, Ардатов, Нижегородское наместничество — 10 [22] октября 1864, Ардатовский Покровский монастырь, Нижегородская губерния) — первая настоятельница Ардатовского Покровского женского монастыря (1823—1864).

## Биография
Родилась в городе Ардатове Нижегородской губернии в 1785 году. В возрасте 19 лет стала членом женской монашеской общины Ардатова, которую возглавляла Васса Дмитриевна Полюхова. Вместе с Евдокией в число членов общины входили несколько её родственниц: Евфимия Ивановна Кежутина, Мавра Андреевна Кежутина, Евфимия Васильевна Кежутина. После смерти Полюховой в 1823 году стала её преемницей на должности руководительницы общины. Кежутина часть ездила в Саров, где встречалась с Серафимом Саровским, бывшим идейным руководителем ардатовской общины. По его настоянию, несмотря на успешное развитие общины в их доме на Темниковской улице (современная улица 1 Мая), в 1832 году сёстрами был приобретён пустырь за городской чертой. Как оказалось, не зря — 23 ноября 1837 года в Ардатове случился страшный пожар, и город практически полностью выгорел — относительно сохранились только 7 каменных строений. Сгорели также все постройки женской общины по Темниковской улице. После пожара сёстры во главе с Кежутиной не смогли получить от городских властей разрешение восстановить постройки на старом месте. Тогда они вместо этого начали строительство на приобретённом за городом участке. В период с 1838 по 1844 годы было построено 19 келий. Одновременно с этим был запущен процесс официального признания общины, которое произошло 9 мая 1842 года по ходатайству нижегородского епископа Иоанна. После легализации общины ей понадобился официальный казначей, которым в 1844 году была избрана Иустина Андреевна Синицына (в монашестве — Серафима). Именно она стала через несколько лет реальным руководителем общины, вместо практически ослепшей Кежутиной.
Тем не менее, с 1845 по 1860 годы при поддержке благотворителей (среди которых выделялись Дионисий Иосифович Немцов, а после его смерти — Фёдор Никитич Самойлов) был построен и освящён каменный Покровский собор и собор и многие другие здания. В 1852 году решением епископа Иеремим храм получил штат священнослужителей, так как до этого службы проводились приходским священником Ардатовской Знаменской церкви. 1 мая 1861 года ардатовская община получила статус женского общежительного монастыря 3-го класса и стала именоваться Покровским монастырём. Матушка Евпраксия скончалась в Ардатовском Покровском монастыре 10 октября 1864, её преемницей на посту руководительницы монастыря стала Иустина Андреевна Синицына.